# Neoregelia nivea
Neoregelia nivea är en gräsväxtart som beskrevs av Elton Martinez Carvalho Leme. Neoregelia nivea ingår i släktet Neoregelia och familjen Bromeliaceae. Inga underarter finns listade i Catalogue of Life.